# Pediobius soror
Pediobius soror är en stekelart som beskrevs av Kerrich 1973. Pediobius soror ingår i släktet Pediobius och familjen finglanssteklar. Inga underarter finns listade i Catalogue of Life.